# إيفان بيرغر
إيفان بيرغر (بالإنجليزية: Evan Berger)‏ (16 أغسطس 1987 بسيدني في أستراليا - ) هو لاعب كرة قدم أسترالي في مركز الدفاع. شارك مع منتخب أستراليا تحت 20 سنة لكرة القدم. أما مع النوادي، فقد لعب مع ماركوني ستاليونز ونادي برث غلوري ونادي ملبورن فيكتوري.

## وصلات خارجية
- إيفان بيرغر على موقع قاعدة بيانات كرة القدم.إي يو (الإنجليزية)